# Buk (rejon homelski)
Buk (biał. Бук; ros. Бук) – osiedle na Białorusi, w obwodzie homelskim, w rejonie homelskim, w sielsowiecie Azdzielina.